# Noisseville
Noisseville és un municipi francès, situat al departament del Mosel·la i a la regió del Gran Est. L'any 2007 tenia 998 habitants.

## Demografia

### Població
El 2007 la població de fet de Noisseville era de 998 persones. Hi havia 382 famílies, de les quals 72 eren unipersonals (24 homes vivint sols i 48 dones vivint soles), 139 parelles sense fills, 151 parelles amb fills i 20 famílies monoparentals amb fills.
La població ha evolucionat segons el següent gràfic:
Habitants censats

### Habitatges
El 2007 hi havia 402 habitatges, 386 eren l'habitatge principal de la família, 3 eren segones residències i 13 estaven desocupats. 356 eren cases i 46 eren apartaments. Dels 386 habitatges principals, 356 estaven ocupats pels seus propietaris, 25 estaven llogats i ocupats pels llogaters i 5 estaven cedits a títol gratuït; 1 tenia una cambra, 11 en tenien dues, 24 en tenien tres, 74 en tenien quatre i 276 en tenien cinc o més. 354 habitatges disposaven pel capbaix d'una plaça de pàrquing. A 129 habitatges hi havia un automòbil i a 241 n'hi havia dos o més.

### Piràmide de població
La piràmide de població per edats i sexe el 2009 era:
| Homes | Edats   | Dones |
| ----- | ------- | ----- |
| 0     | 95 o +  | 0     |
| 0     | 90 a 94 | 0     |
| 4     | 85 a 89 | 0     |
| 8     | 80 a 84 | 4     |
| 8     | 75 a 79 | 4     |
| 16    | 70 a 74 | 12    |
| 4     | 65 a 69 | 8     |
| 28    | 60 a 64 | 32    |
| 28    | 55 a 59 | 36    |
| 64    | 50 a 54 | 44    |
| 56    | 45 a 49 | 64    |
| 20    | 40 a 44 | 20    |
| 24    | 35 a 39 | 40    |
| 36    | 30 a 34 | 28    |
| 32    | 25 a 29 | 24    |
| 32    | 20 a 24 | 16    |
| 20    | 15 a 19 | 44    |
| 32    | 10 a 14 | 32    |
| 52    | 5 a 9   | 36    |
| 8     | 0 a 4   | 16    |

## Economia
El 2007 la població en edat de treballar era de 680 persones, 502 eren actives i 178 eren inactives. De les 502 persones actives 471 estaven ocupades (248 homes i 223 dones) i 31 estaven aturades (16 homes i 15 dones). De les 178 persones inactives 80 estaven jubilades, 63 estaven estudiant i 35 estaven classificades com a «altres inactius».

### Ingressos
El 2009 a Noisseville hi havia 392 unitats fiscals que integraven 1.003,5 persones, la mediana anual d'ingressos fiscals per persona era de 22.711 €.

### Activitats econòmiques
Dels 52  establiments que hi havia el 2007, 1 era d'una empresa extractiva, 1 d'una empresa alimentària, 4 d'empreses de fabricació d'altres productes industrials, 6 d'empreses de construcció, 12 d'empreses de comerç i reparació d'automòbils, 4 d'empreses de transport, 2 d'empreses d'hostatgeria i restauració, 1 d'una empresa d'informació i comunicació, 2 d'empreses financeres, 3 d'empreses immobiliàries, 8 d'empreses de serveis, 7 d'entitats de l'administració pública i 1 d'una empresa classificada com a «altres activitats de serveis».
Dels 11 establiments de servei als particulars que hi havia el 2009, 1 era una oficina de correu, 2 tallers de reparació d'automòbils i de material agrícola, 1 paleta, 1 guixaire pintor, 2 electricistes, 2 empreses de construcció, 1 restaurant i 1 agència immobiliària.
Dels 5 establiments comercials que hi havia el 2009, 2 eren supermercats i 3 fleques.

## Equipaments sanitaris i escolars
L'únic equipament sanitari que hi havia el 2009 era una farmàcia.
El 2009 hi havia 1 escola maternal i 1 escola elemental.

## Poblacions més properes
El següent diagrama mostra les poblacions més properes.